# 직접처분
직접처분(直接處分)이란 행정심판위원회의 처분명령재결에도 불구하고 처분청이 처분을 하지 아니하는 때, 청구인은 위원회에 직접처분을 신청하는 행정부 내의 자기통제제도이다. 청구인의 신청을 받은 위원회는 피청구인에게 일정한 기간을 정하여 서면으로 시정명령을 내리고 피청구인이 그 기간 내에 이행하지 않는 경우 직접 당해 처분을 할 수 있다